# 世界新闻报

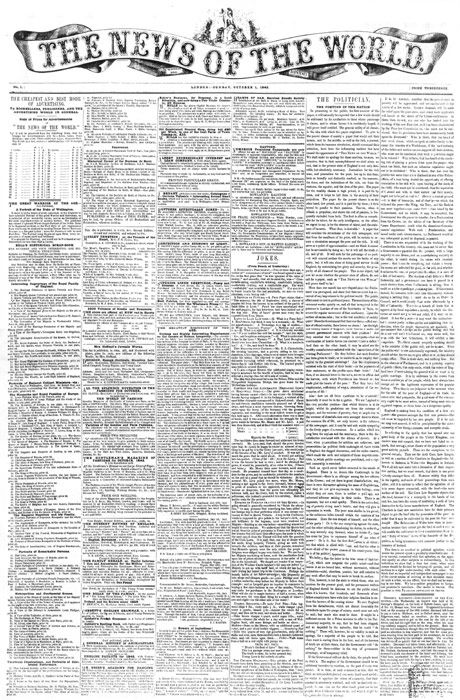
世界新闻报第一期

《世界新闻报》（英語：News of the World）是英国的一份全国性报纸，自1843年起每周日发行。该报曾为最畅销的英文报纸，直至停发时仍为发行量最大的英文报纸之一。世界新闻报的最初发行模式为大报，在1984年被傳媒大亨所有的新闻集团下的新闻国际公司重组兼并后转型为小型报，并成为了太阳报的周日版。该报纸以报道许多名人以及涉及名人的丑闻的文章而出名。因该报纸喜欢报道性丑闻，故被人们称作「News of the Screws」或「Screws of the World」。报纸的主要名声即为通过安插卧底或记者暗访来获得录像和图片证据，另外还会实行电话侵入（警方调查中）。此外，该报的文章亦被認為含有很多民粹主义傾向。
這份有168年歷史的报纸在2011年7月10日停止发行，原因即是該報被揭發捲入多宗竊聽丑闻（包括竊聽13歲兇案受害少女杜勒，竊聽倫敦七七爆炸案中死者親人的手機）而在英國本土聲名狼藉。